# 上克里尼察
47°29′6″N 35°16′57″E / 47.48500°N 35.28250°E
上克里尼察（烏克蘭語：Верхня Криниця）是位於烏克蘭東南部的村莊，由扎波羅熱州瓦西里夫卡區的瓦西里夫卡市鎮負責管轄。該村始建於1920年，面積24.2平方公里，海拔高度33米，2001年人口1,534，人口密度每平方公里63.4人。